# Ørre-Sinding Sogn
Ørre-Sinding Sogn er et sogn i Herning Nordre Provsti (Viborg Stift). Det blev dannet 1. januar 2010 ved sammenlægning af Ørre Sogn og Sinding Sogn.
Begge sogne havde hørt til Hammerum Herred i Ringkøbing Amt. I 1800-tallet var Sinding Sogn anneks til Ørre Sogn. Ved kommunalreformen i 1970 blev begge sognekommuner indlemmet i Herning Kommune.
I Ørre-Sinding Sogn ligger Ørre Kirke og Sinding Kirke.
I de gamle sogne findes følgende autoriserede stednavne:
| Ørre Sogn | Sinding Sogn |
| --- | --- |
| - Ansbjerg (bebyggelse, ejerlav) - Bredvig Gårde (bebyggelse, ejerlav) - Foldager (bebyggelse, ejerlav) - Nybro (bebyggelse) - Nybro Mølle (bebyggelse) - Ovstrup (bebyggelse, ejerlav) - Romvig Gårde (bebyggelse, ejerlav) - Sammelstedby (bebyggelse) - Tosmose (bebyggelse) - Understrup (bebyggelse, ejerlav) - Ørre (bebyggelse, ejerlav) - Ørre Gårde (bebyggelse, ejerlav) - Ørre Kirkeby (bebyggelse) - Ørre Plantage (areal) | - Brådjord (bebyggelse) - Karlsmose (bebyggelse) - Kragsnap (bebyggelse, ejerlav) - Kroghøj (bebyggelse) - Mølleby (bebyggelse) - Nyby (bebyggelse) - Remme (bebyggelse, ejerlav) - Sikær (areal, bebyggelse) - Sikær Bæk (vandareal) - Sinding (bebyggelse) - Sinding Østerskov (bebyggelse) - Visgård (bebyggelse) - Åvad (bebyggelse) |